# Daniïl Medvédev
Daniïl Serguéievitx Medvédev (en rus: Дании́л Серге́евич Медве́дев; Moscou, 11 de febrer de 1996) és un tennista professional rus que fou número 1 del rànquing individual.
En el seu palmarès destaca el US Open de 2021, després d'haver cedit en dues finals de Grand Slam. Va arribar a ocupar el segon lloc del rànquing individual de l'ATP el mateix any.
El gener de 2018 es va classificar per disputar el Sydney International d'aquell any, arribant fins a la final, on es va enfrontar a Alex de Minaur. Aquella final es va convertir en la que disputaven jugadors més joves des del 2007, quan Rafael Nadal, amb vint anys, va derrotar Novak Đoković, que en tenia dinou, al torneig d'Indian Wells. Medvédev va acabar proclamant-se vencedor, adjudicant-se el seu primer títol ATP. La seva fita més important és haver disputat la final del US Open 2019 però va cedir enfront Nadal. Va esdevenir número u del rànquing individual l'any 2022 i va trencar l'hegemonia instaurada pels Big Four (Federer, Nadal, Đoković i Murray), que havien dominat el rànquing des de l'any 2004, pràcticament divuit anys.

## Biografia
Fill de Sergey Medvédev i Olga Medvédeva, té una germana petita anomenada Ielena. Va començar a estudiar economia aplicada i comerç a l'Institut Estatal de Relacions Internacionals de Moscou, però ho va deixar per centrar-se en el tennis. La seva família es va traslladar a Antíbol (França) per poder entrenar en millors condicions. No té relació familiar amb l'extennista rus Andreï Medvédev.
Es va casar amb la seva xicota Daria a Moscou el 12 de setembre de 2018.

## Torneigs de Grand Slam

### Individual: 6 (1−5)
| Resultat  | Núm. | Any  | Torneig              | Oponent       | Marcador                   |
| --------- | ---- | ---- | -------------------- | ------------- | -------------------------- |
| Finalista | 1.   | 2019 | US Open              | Rafael Nadal  | 5−7, 3−6, 7−5, 6−4, 4−6    |
| Finalista | 2.   | 2021 | Open d'Austràlia     | Novak Đoković | 5−7, 2−6, 2−6              |
| Guanyador | 1.   | 2021 | US Open              | Novak Đoković | 6−4, 6−4, 6−4              |
| Finalista | 3.   | 2022 | Open d'Austràlia (2) | Rafael Nadal  | 6−2, 7−6(5), 4−6, 4−6, 5−7 |
| Finalista | 4.   | 2023 | US Open (2)          | Novak Đoković | 3−6, 6−7(5), 3−6           |
| Finalista | 5.   | 2024 | Open d'Austràlia (3) | Jannik Sinner | 6−3, 6−3, 4−6, 4−6, 3−6    |

## Palmarès

### Individual: 39 (20−19)
| Llegenda                          |
| --------------------------------- |
| Grand Slams (1−5)                 |
| ATP Finals (1−1)                  |
| ATP World Tour Masters 1000 (6−4) |
| ATP World Tour 500 (4−6)          |
| ATP World Tour 250 (8−3)          |

| Títols per superfície |
| --------------------- |
| Dura (18−15)          |
| Gespa (1−3)           |
| Terra batuda (1−1)    |

| Resultat  | Núm. | Data                   | Torneig                         | Superfície   | Oponent               | Marcador                   |
| --------- | ---- | ---------------------- | ------------------------------- | ------------ | --------------------- | -------------------------- |
| Finalista | 1.   | 8 de gener de 2017     | Chennai, Índia                  | Dura         | Roberto Bautista Agut | 3−6, 4−6                   |
| Guanyador | 1.   | 13 de gener de 2018    | Sydney, Austràlia               | Dura         | Alex de Minaur        | 1−6, 6−4, 7−5              |
| Guanyador | 2.   | 25 d'agost de 2018     | Winston-Salem, Estats Units     | Dura         | Steve Johnson         | 6−4, 6−4                   |
| Guanyador | 3.   | 7 d'octubre de 2018    | Tòquio, Japó                    | Dura         | Kei Nishikori         | 6−2, 6−4                   |
| Finalista | 2.   | 6 de gener de 2019     | Brisbane, Austràlia             | Dura         | Kei Nishikori         | 4−6, 6−3, 2−6              |
| Guanyador | 4.   | 10 de febrer de 2019   | Sofia, Bulgària                 | Dura (i)     | Márton Fucsovics      | 6−4, 6−3                   |
| Finalista | 3.   | 28 d'abril de 2019     | Barcelona, Espanya              | Terra batuda | Dominic Thiem         | 4−6, 0−6                   |
| Finalista | 4.   | 4 d'agost de 2019      | Washington DC, Estats Units     | Dura         | Nick Kyrgios          | 6−7(6), 6−7(4)             |
| Finalista | 5.   | 11 d'agost de 2019     | Mont-real, Canadà               | Dura         | Rafael Nadal          | 3−6, 0−6                   |
| Guanyador | 5.   | 19 d'agost de 2019     | Cincinnati, Estats Units        | Dura         | David Goffin          | 7−6(3), 6−4                |
| Finalista | 6.   | 8 de setembre de 2019  | US Open, Estats Units           | Dura         | Rafael Nadal          | 5−7, 3−6, 7−5, 6−4, 4−6    |
| Guanyador | 6.   | 23 de setembre de 2019 | Sant Petersburg, Rússia         | Dura (i)     | Borna Ćorić           | 6−3, 6−1                   |
| Guanyador | 7.   | 13 d'octubre de 2019   | Xangai, Xina                    | Dura         | Alexander Zverev      | 6−4, 6−1                   |
| Guanyador | 8.   | 8 de novembre de 2020  | París, França                   | Dura (i)     | Alexander Zverev      | 5−7, 6−4, 6−1              |
| Guanyador | 9.   | 22 de novembre de 2020 | ATP Finals, Londres, Regne Unit | Dura (i)     | Dominic Thiem         | 4−6, 7−6(2), 6−4           |
| Finalista | 7.   | 21 de febrer de 2021   | Open d'Austràlia, Austràlia     | Dura         | Novak Đoković         | 5−7, 2−6, 2−6              |
| Guanyador | 10.  | 14 de març de 2021     | Marsella, França                | Dura (i)     | Pierre-Hugues Herbert | 6−4, 6−7(4), 6−4           |
| Guanyador | 11.  | 26 de juny de 2021     | Mallorca, Espanya               | Gespa        | Sam Querrey           | 6−4, 6−2                   |
| Guanyador | 12.  | 15 d'agost de 2021     | Toronto                         | Dura         | Reilly Opelka         | 6−4, 6−3                   |
| Guanyador | 13.  | 12 de setembre de 2021 | US Open                         | Dura         | Novak Đoković         | 6−4, 6−4, 6−4              |
| Finalista | 8.   | 7 de novembre de 2021  | París                           | Dura (i)     | Novak Đoković         | 6−4, 3−6, 3−6              |
| Finalista | 9.   | 21 de novembre de 2021 | ATP Finals, Torí, Itàlia        | Dura (i)     | Alexander Zverev      | 4−6, 4−6                   |
| Finalista | 10.  | 30 de gener de 2022    | Open d'Austràlia (2)            | Dura         | Rafael Nadal          | 6−2, 7−6(5), 4−6, 4−6, 5−7 |
| Finalista | 11.  | 12 de juny de 2022     | 's-Hertogenbosch, Països Baixos | Gespa        | Tim van Rijthoven     | 4−6, 1−6                   |
| Finalista | 12.  | 19 de juny de 2022     | Halle, Alemanya                 | Gespa        | Hubert Hurkacz        | 1−6, 4−6                   |
| Guanyador | 14.  | 7 d'agost de 2022      | Los Cabos, Mèxic                | Dura         | Cameron Norrie        | 7−5, 6−0                   |
| Guanyador | 15.  | 30 d'octubre de 2022   | Viena, Àustria                  | Dura (i)     | Denis Shapovalov      | 4−6, 6−3, 6−2              |
| Guanyador | 16.  | 19 de febrer de 2023   | Rotterdam, Països Baixos        | Dura (i)     | Jannik Sinner         | 5−7, 6−2, 6−2              |
| Guanyador | 17.  | 26 de febrer de 2023   | Doha, Qatar                     | Dura         | Andy Murray           | 6−4, 6−4                   |
| Guanyador | 18.  | 4 de març de 2023      | Dubai, Emirats Àrabs Units      | Dura         | Andrei Rubliov        | 6−2, 6−2                   |
| Finalista | 13.  | 19 de març de 2023     | Indian Wells, Estats Units      | Dura         | Carlos Alcaraz        | 3−6, 2−6                   |
| Guanyador | 19.  | 2 d'abril de 2023      | Miami, Estats Units             | Dura         | Jannik Sinner         | 7−5, 6−3                   |
| Guanyador | 20.  | 21 de maig de 2023     | Roma, Itàlia                    | Terra batuda | Holger Rune           | 7−5, 7−5                   |
| Finalista | 14.  | 10 de setembre de 2023 | US Open (2)                     | Dura         | Novak Đoković         | 3−6, 6−7(5), 3−6           |
| Finalista | 15.  | 8 d'octubre de 2023    | Pequín, Xina                    | Dura         | Jannik Sinner         | 3−6, 7−6(5), 3−6           |
| Finalista | 16.  | 29 d'octubre de 2023   | Viena                           | Dura (i)     | Jannik Sinner         | 6−7(7), 6−4, 3−6           |
| Finalista | 17.  | 28 de gener de 2024    | Open d'Austràlia (3)            | Dura         | Jannik Sinner         | 6−3, 6−3, 4−6, 4−6, 3−6    |
| Finalista | 18.  | 17 de març de 2024     | Indian Wells (2)                | Dura         | Carlos Alcaraz        | 6−7(5), 1−6                |
| Finalista | 19.  | 22 de juny de 2025     | Halle (2)                       | Gespa        | Alexander Bublik      | 3−6, 6−7(4)                |

#### Períodes com a número 1
| Núm. | Predecessor   | Dates                   | Successor      | Setmanes | Acumulat |
| ---- | ------------- | ----------------------- | -------------- | -------- | -------- |
| 1.   | Novak Đoković | 28/02/2022 − 20/03/2022 | Novak Đoković  | 3        | 3        |
| 2.   | Novak Đoković | 13/06/2022 − 11/09/2022 | Carlos Alcaraz | 13       | 16       |

### Equips: 2 (2−0)
| Resultat  | Núm. | Data                  | Torneig                       | Superfície | Equip                                                          | Oponents                                                        | Marcador |
| --------- | ---- | --------------------- | ----------------------------- | ---------- | -------------------------------------------------------------- | --------------------------------------------------------------- | -------- |
| Guanyador | 1.   | 7 de febrer de 2021   | ATP Cup, Melbourne, Austràlia | Dura       | Ievgueni Donskoi Aslan Karatsev Andrei Rubliov                 | Matteo Berrettini Simone Bolelli Fabio Fognini Andrea Vavassori | 2−0      |
| Guanyador | 2.   | 5 de desembre de 2021 | Davis Cup, Madrid, Espanya    | Dura (i)   | Ievgueni Donskoi Aslan Karatsev Karén Khatxànov Andrei Rubliov | Marin Čilić Borna Gojo Nikola Mektić Mate Pavić Nino Serdarušić | 2−0      |

## Trajectòria

### Individual
| Open d'Austràlia | A   | 1R          | 2R          | 4R          | 4R          | F     | F     | 3R    | F | 0 / 8     | 27 – 8    |
| Roland Garros | A   | 1R          | 1R          | 1R          | 1R          | QF    | 4R    | 1R    |   | 0 / 7     | 7 – 7     |
| Wimbledon | Q3  | 2R          | 3R          | 3R          | NC          | 4R    | A     | SF    |   | 0 / 5     | 13 – 5    |
| US Open | Q1  | 1R          | 3R          | F           | SF          | G     | 4R    | F     |   | 1 / 7     | 29 – 6    |
| Jocs Olímpics | A   | No celebrat | No celebrat | No celebrat | No celebrat | QF    | NC    | NC    |   | 0 / 1     | 3 – 1     |
| ATP Finals | A   | A           | A           | RR          | G           | F     | RR    | SF    |   | 1 / 5     | 11 − 9    |
| Total Victòries–Derrotes                                                                                                   | 5−5 | 24−26       | 43−24       | 59−21       | 28−10       | 63−13 | 45−19 | 66−18 |   | 333 – 136 | 333 – 136 |
| Rànquing a final d'any | 99  | 65          | 16          | 5           | 4           | 2     | 7     | 3     |   |           |           |
| Llegenda: G: Guanyador; F: Finalista; SF: Semifinalista; QF: Quarts de final; Q: Qualificació; A: Absent; RR: Round Robin; |     |             |             |             |             |       |       |       |   |           |           |